# ۲۰۴۶ (فیلم)
۲۰۴۶ فیلمی به نویسندگی و کارگردانی وونگ کار-وای و محصول سال ۲۰۰۴ میلادی هنگ کنگ می‌باشد و دنباله‌ایست بر فیلم‌های در حال و هوای عشق و روزهای وحشی بودن.
فیلم به رابطهٔ عشقی نافرجام چو مو-وان و سو لی-ژن در دههٔ ۶۰ می‌پردازد و از عناصر علمی-تخیلی نیز بهره‌مند است.

## موضوع فیلم
این فیلم قسمت سوم از یک داستان مشترک می‌باشد که با روزهای وحشی بودن شروع شد و با در حال و هوای عشق ادامه پیدا کرد. در این فیلم چهار قصه اصلی وجود دارد. سه قصه مربوط به روابط چاو با زنانی است که او بعد از از دست دادن سو لی ژن ملاقات می‌کند. اولین مربوط می‌شود به چاو و وانگ جینگ-ون، دومی به چاو و بالی لینگ، و سومی هم در رابطه با چاو و زنی متفاوت است که نام او نیز سو لی-ژن می‌باشد. چهارمین قصه در دنیای رمزآلود ۲۰۴۶ چاو اتفاق می‌افتد که در آن مسافری ژاپنی عاشق یک ربات اندرویدی می‌شود. این چهار قصه به صورت مقطع نمایش داده می‌شوند و به سبک خاص کارگردان فیلم ونگ کار-وای هیچ ترتیب زمانی خاصی در آن‌ها وجود ندارد.

ترتیب تقریبی قصه‌ها به صورت لیست زیر می‌باشد.
بخش ۱ قصه ۲۰۴۷

این تنها بخشی از فیلم می‌باشد که که توسط شخصیت تخیلی چاو روایت می‌شود و نه خود چاو. صحنه در یک آینده بسیار دور، یک شبکه عظیم راه‌آهن را نشان می‌دهد که تمام زمین را به هم متصل کرده‌است. دنیا یک ناکجا آباد وسیع است که در آن روح‌های تنها در تلاش هستند تا به مکانی رمزآلود به نام ۲۰۴۶ برسند تا بتوانند عضق‌های گمشده خود را در آنجا بیابند. در دنیای ۲۰۴۶ هیچ چیز هیچ وقت تغییر نمی‌کند، بنابراین هیچ فقدان یا ناراحتی در آن وجود ندارد. تا بحال هیچ‌کس از ۲۰۴۶ برنگشته است بغیر از یک مرد ژاپنی تنها به نام تاک. زمانیکه فیلم شروع می‌شود، تاک در یک سفر طولانی با ترنی است که از ۲۰۴۶ باز می‌کردد.

"تمام خاطرات ردپایی از اشک‌ها هستند"

وقتی دوباره به زندگی چاو نگاه می‌کنیم، متوجه می‌شویم که او همچنان برای کنار آمدن با از دست دادن عشق ایده‌آلیسم خود، سو لی-ژن، در حال تقلا کردن است. او بعد از چند سالی بودن در سنگاپور به هنگ کنگ برمی‌کردد و تلاش می‌کند تا غم و اندوه خود را فراموش کند. برای التیام دردهایش، تبدیل به یک مرد خانم باز شیک و مؤدب می‌شود. چاو در مهمانی‌های آنچنانی شرکت می‌کند و با زن‌های بسیاری می‌خوابد.

در یک شب کریسمس، چاو لولو (از فیلم اول "روزهای وحشی بودن") را ملاقات می‌کند که او را از سنگاپور به یاد می‌آورد، ولی لولو او را به خاطر نمی‌آورد. از آنجاییکهاون شب لولو مست بوده، چاو او را به خانه میبره، و اتفاقی کلید خانه او نزد او می‌ماند. وقتی چاو داشت اتاق رو ترک می‌کرد متوجه می‌شود که شماره اتاق ۲۰۴۶ است، درست همان شماره اتاقی که او و سو لی-ژن داشتند و در آنجا مراودات خصوصیشان را انجام می‌دادند. وقتی چند روز بعد او بر می‌کردد تا کلید اتاق را تحوبل بدهد، مالک به او خبر می‌دهد که اتاق فعلاً بعلت بازسازی موحود نمی‌باشد. مالک به او در عوض اتاق ۲۰۴۷ را پیشنهاد می‌کند. چاو بعداً متوجه می‌شود که لولو شب قبل توسط دوست پسر حسودش با چاقو کشته شده‌است.

چاو قبول می‌کند که تا اتمام بازسازی اتاق ۲۰۴۶، اتاق ۲۰۴۷ را کرایه کند. بعد از اتمام بازسازی اتاق ۲۰۴۶، مالک به چاو میکوید که اگر می‌خواهد می‌تواند به آن اتاق نقل مکان کند؛ ولی چاو که در این زمان به اتاق ۲۰۴۷ عادت کرده‌است تصمیم می‌گیرد همان‌جا بماند. دو اتاق ۲۰۴۶ و ۲۰۴۷ توسط یک راهرو مشترک به هم متصل هستند که چاو از آن طریق مردمی را که به اتاق ۲۰۴۶ می‌آیند را زیر نظر می‌گیرد و درگیر مسایل آن‌ها می‌شود.

## فیلمبرداری
این فیلم اولین فیلم وونگ کار وای است که در صفحه عریض فیلمبرداری می‌شود و اولین موردی است که با استفاده از لنزهای آنامورفیک تهیه می‌شود.

## نمایش
کارگردان فیلم دعوت به نمایش فیلم را در جشنواره فیلم نیویورک رد کرد.

## پخش
هر کدام از شخصیت‌های فیلم با زبان‌های خود صحبت می‌کنند. آقای چو به زبان کانتونی صحبت می‌کند، بای لینگ به زبان ماندارین صحبت می‌کند و تاک حتی در هنگام صحبت با دوست خود به زبان ژاپنی صحبت می‌کند؛ با این حال، به نظر می‌رسد آنها حرفهای یکدیگر را کاملاً درک می‌کنند. همچنین هنگام گریه کردن فای وونگ، دوربین، به سمت چپ چهره او اشاره می‌کند. او با گریه با چشم راستش مشکل دارد، بنابراین کار فیلم‌برداری صحنه‌های گریه، او را در سمت چپ صورتش نشان می‌دهد. با این حال، یک صحنه وجود دارد که دوربین سمت راست صورت او را عمداً فیلم‌برداری می‌کند.

## اختتامیه
قرار بود اختتامیه فیلم، در جشنواره فیلم ادینبورگ باشد.